# Masaki Aiba
Masaki Aiba, född 24 december 1982 i Chiba, Japan är medlem i det populära J-popbandet Arashi från Japan.